# Janusz Kucharski (opozycjonista)
Janusz Tadeusz Kucharski (ur. 2 września 1954) – polski inżynier, w okresie Polski Ludowej działacz opozycyjny, pracował jako samodzielny inspektor ds. robót budowlanych w Gdańskiej Stoczni Remontowej.

## Życiorys
W sierpniu 1980 uczestniczył w strajku. Do Solidarności wstąpił we wrześniu 1980, został przewodniczącym Komisji Wydziałowej w Wydziale TR, wiceprzewodniczącym Komisji Zakładowej. Był współzałożycielem i redaktorem pisma „Informator”. W lipcu 1981 jako delegat brał udział w I Walnym Zebraniu Delegatów Regionu Gdańskiego NSZZ „Solidarność”.
Po wprowadzeniu w Polsce stanu wojennego organizował strajk (14–16 grudnia 1981), wszedł w skład Komitetu Strajkowego. 28 grudnia 1981 został zatrzymany, a 6 lutego 1982 skazany przez Sąd Marynarki Wojennej w Gdyni na pięć lat pozbawienia wolności. 2 grudnia 1982 zwolniono go z Zakładu Karnego w Potulicach na podstawie decyzji sądu o udzieleniu przerwy w odbywaniu kary. 30 kwietnia 1983 został ułaskawiony przez Radę Państwa. Mieszka w Szwecji.